# Cocorite
Cocorite es una localidad de Trinidad y Tobago, que forma parte de la ciudad de Puerto España.

## Geografía
La localidad abarca parte de la isla Trinidad y limita al norte con Powder Magazine y Waterhole (ambas localidades pertenecientes a la región de Diego Martín), al sur con el golfo de Paria, al este con St. James y al oeste con West Moorings.

## Demografía
Datos demográficos de la localidad de Cocorite:
| Gráfica de evolución demográfica de Cocorite entre 2000 y 2011 |
|                                                                |